# عجایب الدنیا
عجایب الدنیا کتابی است با موضوع عجایب از ابن محدّث تبریزی که در نیمۀ اول قرن هفتم هجری تألیف شده است. قرائنی در متن کتاب موجود است که مشخص می‌کند مؤلّف در کتاب خود از کتابی منتسب به ابوالمؤیّد بلخی و کتاب عجایب المخلوقات طوسی سود جسته و با رنگ و لعابی جدیدتر در کتاب خود نقل کرده است. مؤلّف در مطاوی کتاب از مشاهدات خود یاد می‌کند که بر اهمیت کتاب می‌افزاید. کتاب نثری روان دارد و مملو از اطلاعات مفید جغرافیایی و لغوی است. کتاب یک بار در روسیه به تصحیح اسمیرنووا و  بار دیگر در سال 1397 از سوی نشر موقوفات دکتر محمود افشار به چاپ رسیده است.